# Kasem-Bundit-Universität
Die Kasem-Bundit-Universität (thailändisch มหาวิทยาลัยเกษมบัณฑิต, Kasem-Bandit-Universität, KBU) ist eine private Universität in Bangkok, Thailand.

## Geschichte und Allgemeines
Die Kasem-Bundit-Universität wurde 1987 von Kasem Suwandee als Kasem-Bundit-College gegründet und 1992 erhielt sie den Universitätsstatus. Heute hat die Universität sieben Fakultäten und ein Graduiertenkolleg. Präsident der Universität ist Herr Vallop Suwandee. Vorsitzender des Hochschulkuratoriums ist Herr Maruay Padungsidhi.

## Akademische Einrichtungen
- Fakultät für Betriebswirtschaft
- Fakultät für Kunst
- Fakultät für Naturwissenschaften und Technologie
- Fakultät für Architektur
- Fakultät für Rechtswissenschaften
- Fakultät für Ingenieurwesen
- Fakultät für Anglistik

## Emblem
Das Emblem der Universität zeigt eine flammende Fackel (Erleuchtung) vor einem Doktorhut.

## Campus
Die Kasem-Bundit-Universität hat zwei Campus:
- in Suan Luang
- im Bezirk Min Buri